# Claudia Dall'Agnol
Claudia Dall'Agnol, née le 6 avril 1973 à Esch-sur-Alzette, est une femme politique luxembourgeoise.

## Détail des mandats et fonctions

### Membre de la Chambre des Députés
- Députée depuis le 05/12/2013
- Députée du 08/07/2009 au 06/10/2013
- Députée du 03/08/2004 au 07/06/2009

### Fonctions
- Membre du Parti ouvrier socialiste luxembourgeois depuis 1996
- Membre du groupe politique socialiste depuis le 05/12/2013
- Membre de la Commission du Règlement depuis le 05/12/2013
- Membre de la Commission des Comptes depuis le 05/12/2013
- Membre de la Commission des Affaires étrangères et européennes, de la Défense, de la Coopération et de l'Immigration (sauf pour le volet Coopération) depuis le 05/12/2013
- Membre de la Commission de la Santé, de l'Egalité des chances et des Sports (pour les volets Santé et Sports) depuis le 05/12/2013
- Présidente de la Commission de la Force publique depuis le 05/12/2013
- Membre effectif de la Délégation luxembourgeoise auprès de l'Assemblée parlementaire de l'Union pour la Méditerranée (APUPM) (Présidente de la délégation luxembourgeoise) depuis le 05/12/2013
- Membre de la Délégation auprès de la Conférence interparlementaire pour la PESC et la PSDC depuis le 05/12/2013
- Membre du Groupe interparlementaire du scoutisme depuis le 10/12/2013
- Membre du Groupe de Travail "Conférence des Présidents des Commissions permanentes" depuis le 05/12/2013
- Membre suppléante de la Délégation luxembourgeoise auprès de l'Assemblée Interparlementaire Benelux depuis le 20/01/2015

### Fonctions antérieures
- Membre suppléant de la Délégation luxembourgeoise auprès du Conseil Interparlementaire Consultatif de Benelux du 05/12/2013 au 19/01/2015
- Membre suppléante de la Délégation luxembourgeoise auprès du Conseil Interparlementaire Consultatif de Benelux du 01/02/2012 au 06/10/2013
- Membre de la Commission des Affaires étrangères et européennes, de la Défense, de la Coopération et de l'Immigration (pour le volet Défense) du 01/02/2012 au 06/10/2013
- Membre effective de la Délégation luxembourgeoise auprès de l'Assemblée parlementaire de l'Union pour la Méditerranée (APUPM) (Présidente de la délégation luxembourgeoise) du 01/12/2010 au 06/10/2013
- Membre de la Commission de l'Enseignement supérieur, de la Recherche, des Médias, des Communications et de l'Espace du 15/07/2010 au 06/10/2013
- Membre du Groupe interparlementaire du scoutisme du 08/12/2009 au 06/10/2013
- Présidente de l'Assemblée parlementaire euro-méditerranéenne (Euromed) du 28/07/2009 au 30/11/2010
- Membre de la Commission de la Santé et de la Sécurité sociale du 28/07/2009 au 06/10/2013
- Membre de la Commission du Logement du 28/07/2009 au 06/10/2013
- Membre de la Commission de la Fonction publique et de la Simplification administrative du 28/07/2009 au 06/10/2013
- Vice-Présidente de la Commission de la Famille, de la Jeunesse et de l'Egalité des chances du 28/07/2009 au 06/10/2013
- Membre de la Commission de l'Enseignement supérieur, de la Recherche, des Media et des Communications du 28/07/2009 au 15/07/2010
- Membre de la Commission de l'Education nationale, de la Formation professionnelle et des Sports (pour le volet Sports) du 28/07/2009 au 06/10/2013
- Membre de la Commission de l'Economie, du Commerce extérieur et de l'Economie solidaire (pour le volet Economie solidaire) du 28/07/2009 au 06/10/2013
- Membre de la Commission des Affaires intérieures, de la Grande Région et de la Police (pour le volet Police) du 28/07/2009 au 06/10/2013
- Vice-Présidente de la Commission des Pétitions du 28/07/2009 au 06/10/2013
- Membre de la Commission des Comptes du 28/07/2009 au 06/10/2013
- Membre du Bureau intérimaire de la 1e Session extraordinaire 2009 du 08/07/2009 au 28/07/2009
- Membre du Groupe politique LSAP jusqu'au 06/10/2013
- Membre du Groupe interparlementaire du scoutisme du 19/10/2005 au 07/06/2009
- Membre de la Commission de la Santé et de la Sécurité sociale du 03/08/2004 au 07/06/2009
- Membre effective de la Délégation luxembourgeoise auprès du Conseil Parlementaire Interrégional (CPI) du 03/08/2004 au 07/06/2009
- Vice-Présidente de la Commission de la Famille, de l'Egalité des chances et de la Jeunesse du 03/08/2004 au 07/06/2009
- Membre de la Commission de l'Enseignement supérieur, de la Recherche et de la Culture du 03/08/2004 au 07/06/2009
- Membre de la Commission des Classes moyennes, du Tourisme et du Logement du 03/08/2004 au 07/06/2009

### Mandats communaux et professions
- Echevine, Ville de Dudelange depuis 12/2014
- Conseillère communale, Ville de Dudelange depuis 10/1999